# Redningsberedskabet
Redningsberedskabet blev formelt dannet i 1992 da Folketinget vedtog beredskabsloven, som samlede det daværende kommunale brandvæsen og civilforsvar. Rammerne for redningsberedskabet er fastsat af Forsvarsministeriet i beredskabsloven:
§ 1 Redningsberedskabets opgave er at forebygge, begrænse og afhjælpe skader på personer, ejendom og miljøet ved ulykker og katastrofer, herunder krigshandlinger, eller overhængende fare herfor.
Stk. 2. Redningsberedskabet omfatter det statslige redningsberedskab, herunder det statslige regionale redningsberedskab, og det kommunale redningsberedskab. 

## Niveauer
Beredskabet er inddelt i tre niveauer:
Niveau 1 omfatter det lokale kommunale redningsberedskab – "brandvæsnet".
Niveau 2 omfatter mellemkommunal bistand, evt. suppleret med assistance fra et af de ni kommunale støttepunkter eller fem statslige beredskabscentre.
Niveau 3 omfatter de fem statslige beredskabscentre.

### Niveau 2
Niveau 2 – "det statslige regionale redningsberedskab" – drives af det lokale, kommunale redningsberedskab i tæt samarbejde med Beredskabsstyrelsen, der betaler for driften, og omfatter i alt ni støttepunkter i følgende byer:

Fredensborg, Greve, Kalundborg, Nykøbing Falster, Odense, Fredericia, Esbjerg, Århus og Aalborg.
Støttepunkternes udstyrssammensætning er valgt ud fra lokale/regionale behov med hensyn til brand-, rednings- og/eller miljøindsatser og bemandes af personel på tilkald.
Som et resultat af den politiske aftale for redningsberedskabet 2013-2014, nedlægges støttepunkterme (og dermed niveau 2 beredskabet) pr. 1/1 2013.

### Niveau 3
Niveau 3 – "det statslige redningsberedskab" – er Beredskabsstyrelsens (tidligere kaldet Beredskabskorpset) seks operative centre:
Beredskabsstyrelsen Bornholm i Allinge, Beredskabsstyrelsen Sjælland i Næstved, Beredskabsstyrelsen Sydjylland i Haderslev, Beredskabsstyrelsen Midtjylland i Herning og Beredskabsstyrelsen Nordjylland i Thisted, samt Beredskabsstyrelsens Frivilligcenter i Hedehusene.
På hvert center er der etableret en fast udrykningsvagt bestående af værnepligtige og fastansatte befalingsmænd, som bemander bl.a. svært udstyr til rednings- og miljøindsatser, der kan afgå med 5-15 minutters varsel. Derudover kan der tilkaldes større mandskabsstyrker efter behov.
På frivilligcenteret er der mellem 200-300 statslige frivillige der efter 30 minutter kan afgå med en Automobilsprøjte og et mobilt kommunikations modul (MKM), efter 45 minutter med en redningscontainer med tungt redningsudstyr, og efter en time med yderligere rednings- og brandslukningsudstyr.